# دهستان داربید
دهستان داربید، یکی از دهستان‌های بخش جزمان شهرستان هلیلان در استان ایلام ایران است. مرکز این دهستان. روستای سرچم است.

## جمعیت
بر پایه سرشماری عمومی نفوس و مسکن در سال ۱۳۹۵، جمعیت دهستان داربید برابر با ۳٬۳۱۵ نفر بوده‌است.